# Неналти-Бревкі
Неналти-Бревкі (пол. Nienałty-Brewki) — село в Польщі, у гміні Заремби-Косьцельні Островського повіту Мазовецького воєводства.
Населення — 97 осіб (2011).
У 1975-1998 роках село належало до Ломжинського воєводства.

## Демографія
Демографічна структура станом на 31 березня 2011 року:
|          | Загалом | Допрацездатний вік | Працездатний вік | Постпрацездатний вік |
| -------- | ------- | ------------------ | ---------------- | -------------------- |
| Чоловіки | 50      | 9                  | 33               | 8                    |
| Жінки    | 47      | 8                  | 28               | 11                   |
| Разом    | 97      | 17                 | 61               | 19                   |